# Ebetsu-jinja

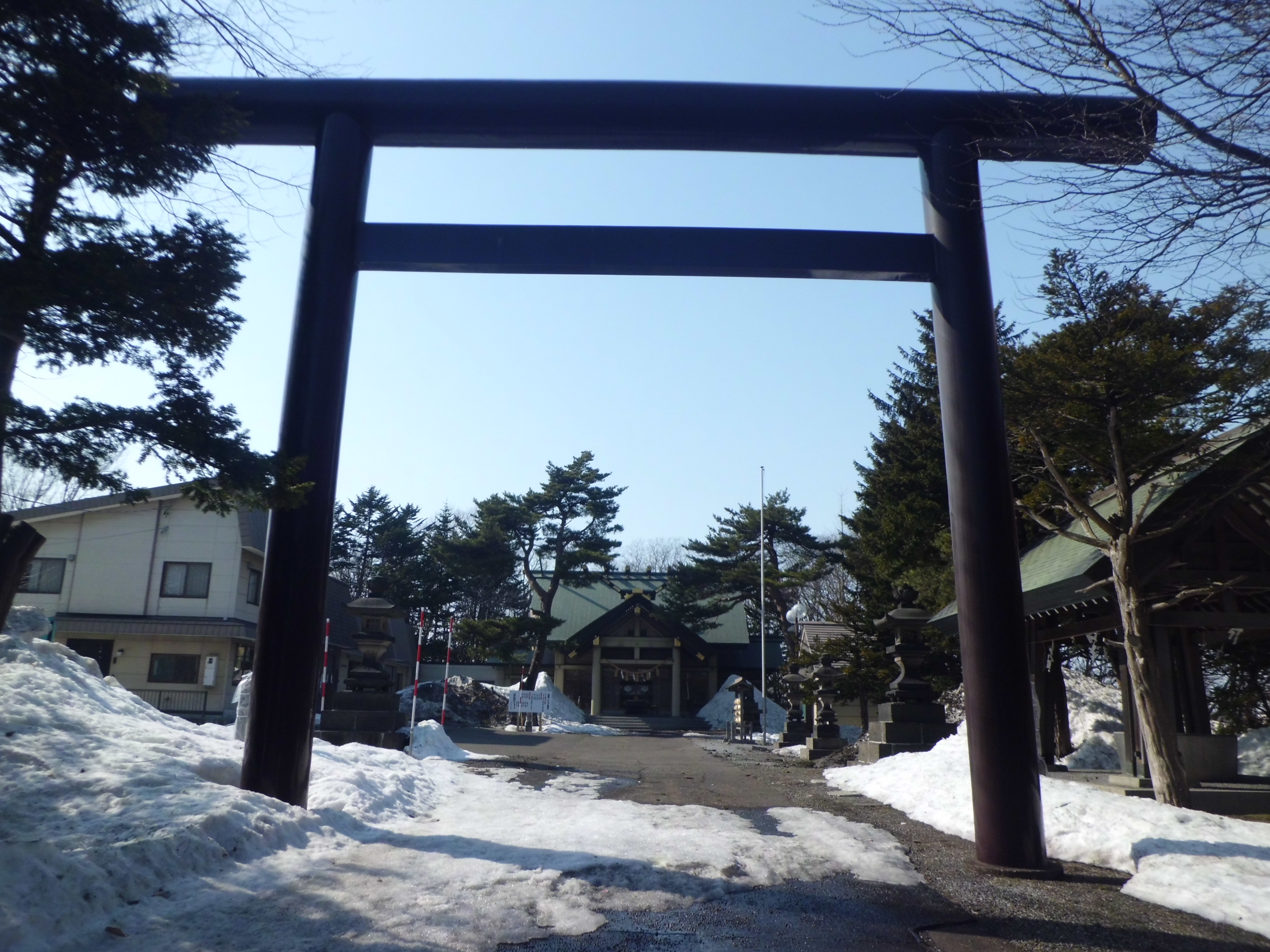
Entrée de l'Ebetsu-jinja (mars 2015).

L'Ebetsu-jinja (江別神社) est un sanctuaire shinto situé dans la ville japonaise d'Ebetsu, dans l'île de Hokkaidō. Il est bâti en l'honneur du Taishō tennō en 1915 dans le style shinmei-zukuri. La déesse Amaterasu y est vénérée.